# Claramunt
El poble de Claramunt és un poble del terme de Fígols de Tremp, agregat el 1970 al terme municipal de Tremp. El 1812 havia format ajuntament propi, a partir del desplegament de la normativa derivada de la Constitució de Cadis, però s'hagué d'agregar a Castissent el febrer del 1847, atès que no sobrepassava el nombre mínim de 30 veïns (caps de família) per poder mantenir el seu ajuntament. El 1877 l'ajuntament de Castissent passà a denominar-se Eroles, amb capitalitat en aquell poble, i el 1940 tornà a canviar de cap municipal, que fou Fígols de Tremp, ja fins a l'annexió a Tremp.
Està situat a l'oest de Tremp, a 21 quilòmetres, i és accessible per una pista rural de poc més de 5 quilòmetres que arrenca del punt quilomètric 11,5 de la carretera C-1311, del Pont de Montanyana a Tremp, passat el Coll de Montllobar.
És un poble que té un cert nucli agrupat dalt d'un turó, on queden alguns vestigis del castell de Claramunt, sense que hi sigui reconeixible l'existència d'un clos format per les cases, però sobretot per un conjunt d'antigues masies disperses, com les cases dels Prats de Ricon, de Ramon del Soldat, i de l'Escolà, algunes d'elles del tot desaparegudes. Al Mas Fumàs, a l'oest de Claramunt, hi ha la capella romànica de Sant Salvador de Casa Fumàs.
De les masies que sí que en queden restes o memòria del seu emplaçament, cal destacar:
- Cal Casó
- Casa de l'Escolà
- Casa Ramon
- Casa Toríbio, a cavall entre Claramunt i Prullans, amb la capella de Santa Anna, que depenia de la parròquia de Castissent
- la Vileta, antiga caseria.

Es desconeix on era la caseria de Vivers, esmentada al segle xiv amb relació a Claramunt.

## Etimologia
Claramunt és una forma romànica antiga procedent del llatí claro monte (muntanya esclarissada), com hom pot observar perfectament amb una visita al lloc: el sòl on s'aixeca el poble de Claramunt és molt poc propici a l'existència de boscos espessos, atesa la seva pobresa. Així ho estableix Joan Coromines.

## Història
En el cens del 1359, Claramunt no hi consta; el 1831 sí, amb 28 habitants, i vers 1900, hi havia 25 edificis, amb 79 habitants. En l'actualitat, el 2006 només hi ha censat 1 habitant.
L'església de Sant Pere de Claramunt era parroquial, però no pertanyia al bisbat d'Urgell, sinó que en un principi fou del Bisbat de Roda i després fou traspassat al de Lleida, en suprimir-se aquell bisbat. Actualment hi continua pertanyent, però la parròquia de Castissent és administrada des de la parròquia d'Areny de Noguera, del bisbat de Barbastre-Montsó, pel fet que Castissent havia pertangut sempre a l'arxiprestat de Tolba, que passà al darrer bisbat esmentat, creat a darreries del segle xx.
Pascual Madoz publicava el 1845 el Diccionario geográfico.... S'hi troba un article dedicat a Claramunt; entre altres coses, diu que Claramunt és en un lloc alt, dominat al nord pel turó del Cabo, en lloc perfectament ventilat i clima una mica fred, però saludable. Tenia 9 cases reunides, d'un sol pis i miserables, i 6 més de disseminades, anomenades dels Prats de Ricon, de Ramon del Soldat i de l'Escolà. Esmenta una torre molt antiga i restes que demostren que havia estat un lloc fortificat. L'aigua que abasteix el poble prové d'una bassa situada a un quart d'hora del poble. El terreny és aspre, trencat, àrid i de mala qualitat, i no hi ha ni boscos ni horts de regadiu. La principal producció, tot i que escassa, era blat, una mica de sègol i vi de mala qualitat. Hi havia algunes pastures, amb ovelles i vaques i bous. La cacera era abundant, amb conills, perdius i llops. 5 veïns (caps de família) i 30 ànimes (habitants) en constituïen la població.
La possessió de Claramunt, al llarg de la història ha canviat sovint de mans; poc abans de l'extinció dels senyorius, a mitjan segle xix, pertanyia a Joaquima Lalaing i Lacerda, tercera comtessa de Lalaing, emparentada amb la casa de Medinaceli.